# Wojciech Fyda

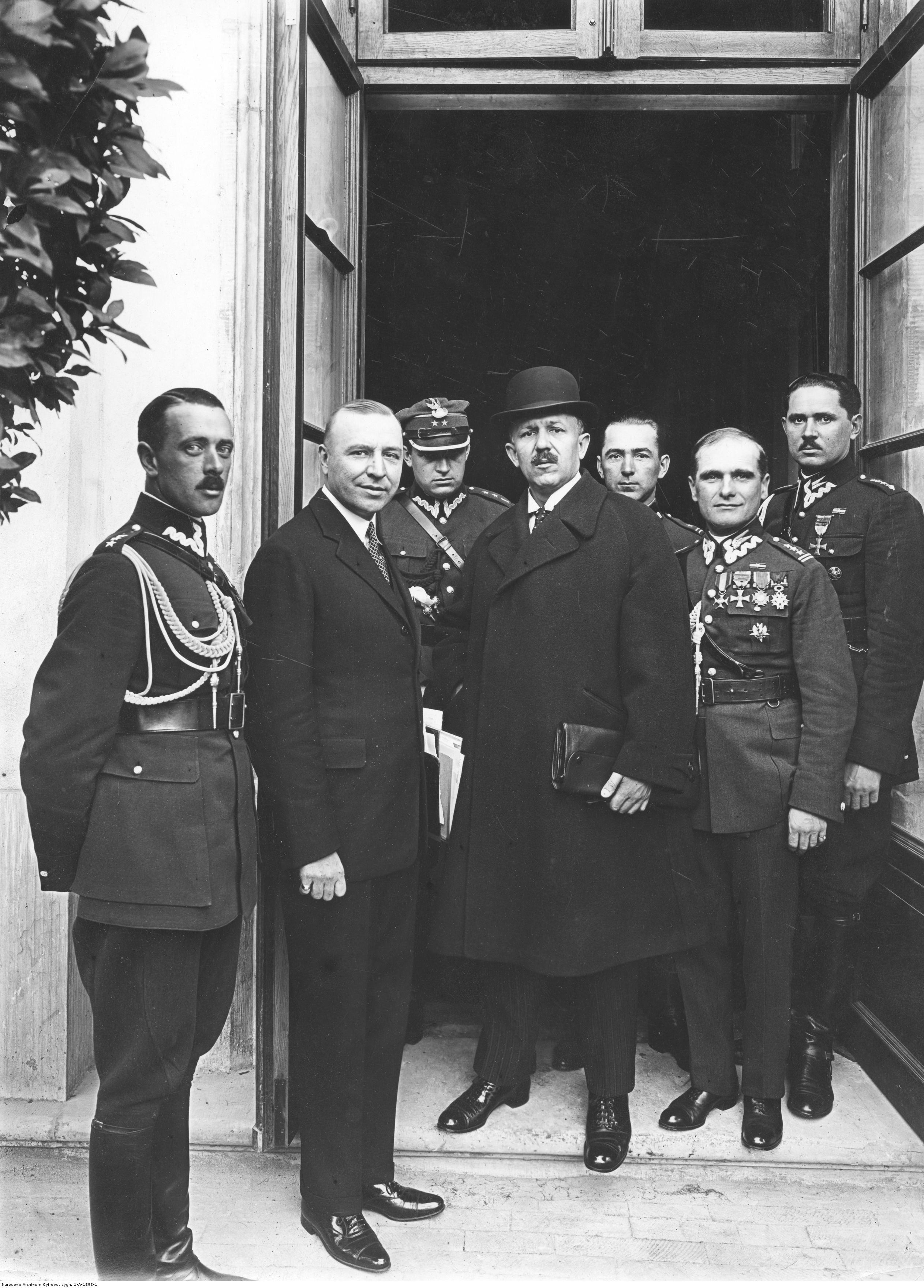
Zaprzysiężenie gabinetu Józefa Piłsudskiego - Wojciech Fyda trzeci z prawej; 2 października 1926 r.

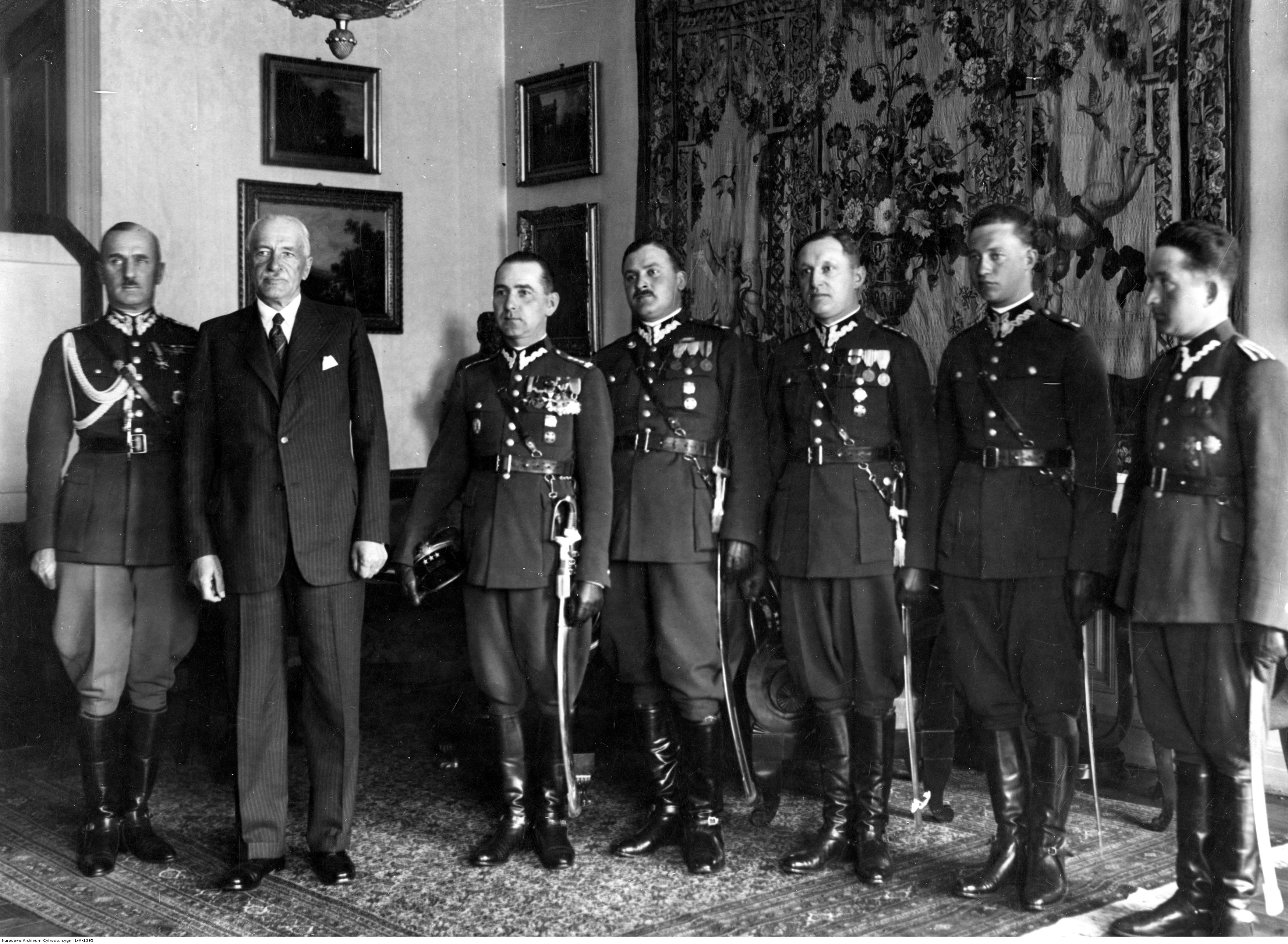
Delegacja 6 pac na audiencji u prezydenta RP Ignacego Mościckiego – płk Wojciech Fyda trzeci z lewej; 10 kwietnia 1934 r.

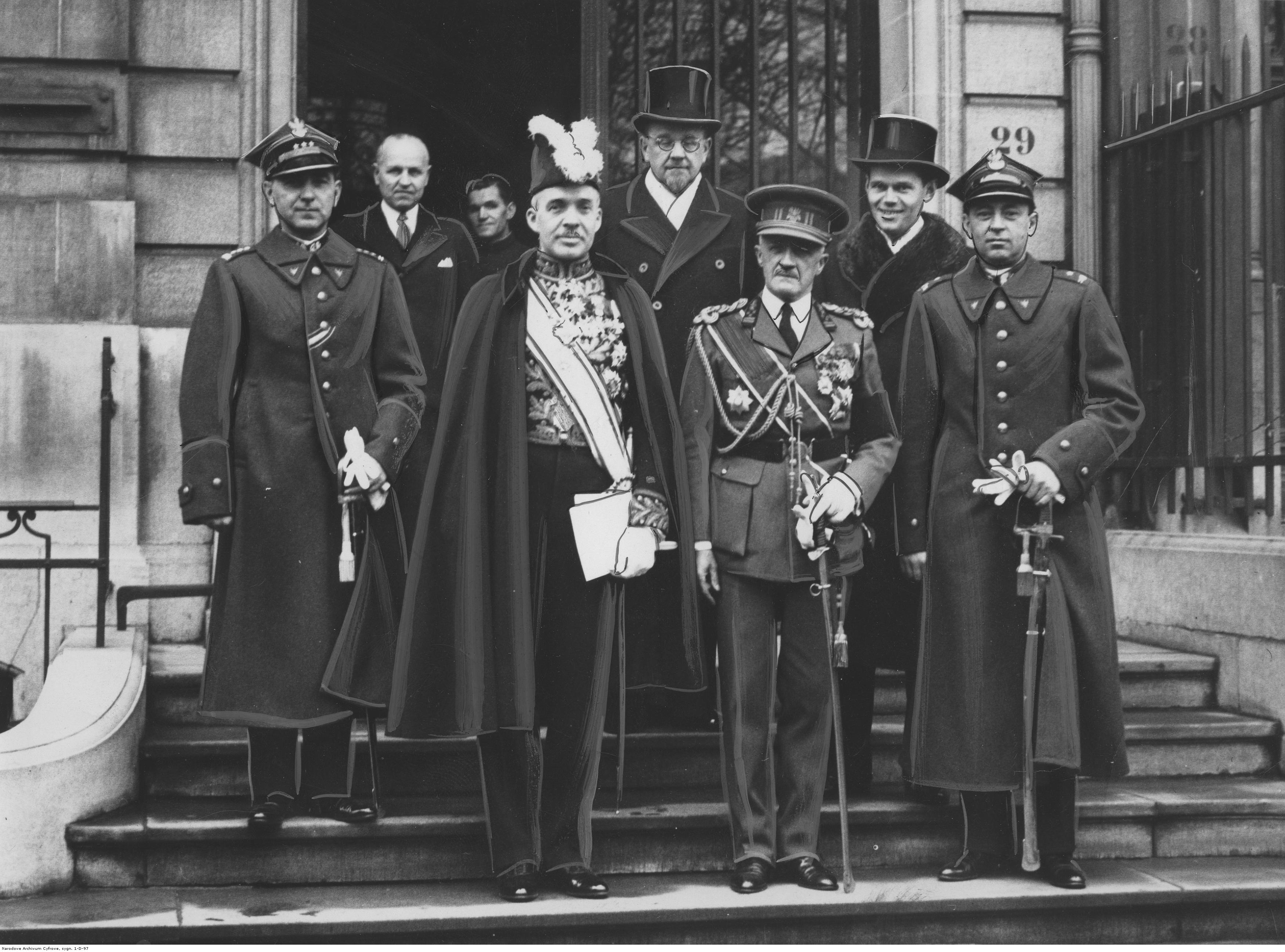
Złożenie listów uwierzytelniających królowi belgijskiemu Leopoldowi III przez posła Michała Mościckiego 14 grudnia 1937 r.; Wojciech Fyda pierwszy z lewej

Wojciech Fyda (ur. 12 kwietnia 1894 w Siołkowej, zm. 7 maja 1944 w Mauthausen) – pułkownik dyplomowany artylerii Wojska Polskiego, zastępca szefa Gabinetu Wojskowego Prezydenta Rzeczypospolitej w latach 1926–1930, działacz niepodległościowy, kawaler Orderu Virtuti Militari.

## Życiorys
Absolwent II Gimnazjum w Nowym Sączu. Od 1913 do 1914 był studentem Studium Rolniczego na Uniwersytecie Jagiellońskim. Od sierpnia 1914 roku służył w Legionach Polskich. W 1915 roku jako ogniomistrz I batalionu Legionów. Szczególnie wyróżnił się walecznością 23 lutego 1916 roku w bitwie pod Kostiuchnówką.
Od listopada 1918 służył jako adiutant w Dowództwie Artylerii WP, a później adiutant 1 pułku artylerii polowej Legionów. Od 16 czerwca do 30 listopada 1919 był słuchaczem I Kursu Wojennej Szkoły Sztabu Generalnego w Warszawie. Po czym otrzymał przydział służbowy na referenta w Oddziale IV Naczelnego Dowództwa WP.
W wojnie polsko-bolszewickiej sprawował funkcję szefa Oddziału II dywizji, grupy operacyjnej i armii. Po ustaniu działań wojennych od 2 stycznia do połowy września 1921 kontynuował naukę na I Kursie Normalnym Wyższej Szkoły Wojennej w Warszawie. Po ukończeniu studiów przydzielony został do Inspektoratu Armii Nr 5, na stanowisko II referenta. Później był szefem wydziału w Wojskowym Instytucie Naukowo-Wydawniczym. 17 maja 1922 odznaczono go orderem wojskowym „Virtuti Militari" V klasy. W 1923 roku został szefem Oddziału III w Sztabie Dowództwa Okręgu Korpusu Nr I w Warszawie. Następnie został szefem sztabu Dowództwa Obszaru Warownego „Gdynia”. W lipcu 1926 został przydzielony do Gabinetu Wojskowego Prezydenta RP na stanowisko zastępcy szefa gabinetu. 23 maja 1927 został przeniesiony do Biura dla prac Komitetu Obrony Państwa przy Generalnym Inspektorze Sił Zbrojnych na stanowisko referenta przy równoczesnym pełnieniu obowiązków zastępcy szefa Gabinetu Wojskowego Prezydenta RP. Z dniem 1 marca 1931 roku został przeniesiony z Gabinetu Wojskowego Prezydenta RP do 6 pułku artylerii ciężkiej we Lwowie na stanowisko dowódcy pułku.
Od 24 kwietnia 1936 do listopada 1939 był attaché wojskowym, morskim i lotniczym w Polskiej Ambasadzie w Paryżu (jednocześnie attaché wojskowy przy poselstwie RP w Brukseli z siedzibą w Paryżu)
Po wybuchu II wojny światowej przedostał się do Francji. W nieustalonych okolicznościach aresztowany przez Niemców i 22 kwietnia 1944 deportowany do obozu KL Mauthausen. Tam otrzymał numer więźniarski 64127. Później przez kilka dni przebywał w KL Mauthausen-Gusen, a następnie ponownie znalazł się w obozie macierzystym w bloku 16, gdzie zginął 7 maja 1944.
Był żonaty z Marią Ireną z Jakubowskich (1898–1928), z którą miał syna. Żona została pochowana na cmentarzu Powązkowskim w Warszawie (kwatera 222, rząd 6, miejsce 19). Jest to również grób symboliczny pułkownika Fydy.

## Awanse
- chorąży – 25 lutego 1916
- podporucznik – 1 listopada 1916
- porucznik
- kapitan
- major – 3 maja 1922 zweryfikowany ze starszeństwem z dniem 1 czerwca 1919, w korpusie oficerów artylerii
- podpułkownik – 23 stycznia 1928 ze starszeństwem z dniem 1 stycznia 1928 i 9 lokatą w korpusie oficerów artylerii
- pułkownik – 21 grudnia 1932 ze starszeństwem z dniem 1 stycznia 1933 i 3 lokatą w korpusie oficerów artylerii

## Ordery i odznaczenia
- Krzyż Srebrny Orderu Wojskowego Virtuti Militari nr 7508 (17 maja 1922)[9][2]
- Krzyż Niepodległości (6 czerwca 1931)[10]
- Krzyż Oficerski Orderu Odrodzenia Polski (10 listopada 1928)[11][12]
- Krzyż Walecznych (czterokrotnie, po raz 1 i 2 w 1922)[13]
- Złoty Krzyż Zasługi (19 marca 1937)[14]
- Srebrny Krzyż Zasługi (8 sierpnia 1925)[15]
- Medal Pamiątkowy za Wojnę 1918–1921
- Medal Dziesięciolecia Odzyskanej Niepodległości
- Odznaka Pamiątkowa Generalnego Inspektora Sił Zbrojnych (12 maja 1936)
- Odznaka „Za wierną służbę”
- Wielki Krzyż Oficerski Orderu Trzech Gwiazd (Łotwa)
- Komandor Orderu Wojskowego Aviz (Portugalia, 1931)[16]
- Krzyż Oficerski Orderu Legii Honorowej (Francja)
- Krzyż Oficerski Orderu Gwiazdy Rumunii (Rumunia)